# Carios casebeeri
Carios casebeeri är en fästingart som beskrevs av Jones och Clifford 1972. Carios casebeeri ingår i släktet Carios och familjen mjuka fästingar. Inga underarter finns listade.